# Gracilisuchidae
Gracilisuchidae è una famiglia estinta di arcosauri suchiani vissuti dal Triassico medio al Triassico superiore, circa 247.2–234 milioni di anni fa (Anisico–Carnico), in Cina, Argentina e Brasile.

## Distribuzione
Attualmente, il gracilisuchide più antico conosciuto è Turfanosuchus dabanensis dello stadio Anisiano dello Xinjiang, Cina. Sono noti due gracilisuchidi dello stadio Ladinico o Carnico inferiore, Gracilisuchus stipanicicorum e Yonghesuchus sangbiensis, rispettivamente della Provincia di La Rioja, Argentina, e dello Shanxi. Queste specie erano considerate enigmatiche prima del riconoscimento della famiglia nel 2014, il che suggerisce una rapida diversificazione filogenetica degli arcosauri durante il Triassico medio. Questa radiazione fa parte del più ampio recupero degli ecosistemi terrestri dopo l'evento di estinzione di massa del Permiano-Triassico. I gracilisuchidi sono noti da paleolatitudini medie settentrionali e meridionali approssimativamente simili, il che dimostra un'ampia distribuzione dei primi arcosauri su gran parte o tutta la Pangea dal Triassico medio inferiore. Parvosuchus, della Formazione Santa Maria del Brasile (confine Ladinico-Carnico), rappresenta il primo gracilisuchide inequivocabile del paese. Maehary, noto dalla Formazione Caturrita (stadio Norico) del Brasile, è probabilmente un gracilisuchide, sebbene originariamente fosse stato descritto come uno pterosauromorfo precocemente divergente.

## Storia
La famiglia Gracilisuchidae apparve per la prima volta in uno schema di classificazione per tutti i vertebrati fossili, pubblicato da Robert L. Carroll, nel 1988. Poiché Carroll non fornì alcuna descrizione o definizione per l'erezione del nome, non è disponibile ai sensi dell'articolo 13.1.1 del Codice internazionale di nomenclatura zoologica. Richard J. Butler, Corwin Sullivan, Martín D. Ezcurra, Jun Liu, Agustina Lecuona e Roland B. Sookias hanno descrissero e denominarono ufficialmente la famiglia nel 2014, per includere diversi arcosauri primitivi, precedentemente considerati enigmatici. Oltre a Gracilisuchus stipanicicorum, Carroll assegnò a Gracilisuchidae anche Lewisuchus admixtus del Triassico medio, che è ora considerato un dinosauriforme silesauride. Turfanosuchus dabanensis e Yonghesuchus sangbiensis erano entrambi considerati arcosauri basali prima della loro inclusione nella famiglia nel 2014, a seconda dell'ipotesi filogenetica.